# 67 km (obwód smoleński)
67 km (ros. 67 км) – przystanek kolejowy w miejscowości Władimirskoje, w rejonie chołmskim, w obwodzie smoleńskim, w Rosji. Położony jest na linii Durowo – Władimirskij Tupik.